# コミュニケーションデザイン
コミュニケーションデザイン（英語：communication design）とは、人と人のあいだのコミュニケーションをデザインすることである。それに関連して人とコミュニケーションをとる印刷、工芸、電子媒体やプレゼンテーションのようなメディア幕間と関係があるデザインの下位のそれぞれの専門分野の協力が必要になる。コミュニケーションデザインのアプローチはメディアにある美学よりもコミュニケートされるメッセージとより関係があるものである。コミュニケーションデザインと他の応用美術との間の区別は、モティベーションにある: コミュニケーションデザインのプロセスは若干の自己表現と創造性を含むが、その目標はよく、アーティストのものよりも委託しているものにあり、委託者によって条件が決められることは大きな拘束力となっている。
用語：コミュニケーションデザインはよくビジュアルコミュニケーション、とくにグラフィックデザインとほとんど同じ意味で使われているが、視覚体系(visual system)と同様に聴覚系(auditory system)コミュニケーションを含む代わりの上位概念の意味も持っている。コミュニケーションデザインの例は、クリエイティブインダストリーに適合された、情報アーキテクチャ、編集、タイポグラフィ、イラストレーション、プロフェッショナルライティングスキルなどを含む。